# Mise en service d'un navire
La mise en service d'un navire est l'acte ou la cérémonie d’admettre un navire au service actif. L’expression est le plus souvent appliquée à l’admission d'un navire de guerre en service actif dans les forces militaires d’un pays, mais aussi aux paquebots et navires de croisière. Les cérémonies inhérentes sont souvent ancrées dans une tradition séculaire de la marine.
Le baptême et le lancement dote une coque de navire d’une identité, mais de nombreuses étapes subsistent avant que le navire ne soit terminé et considéré comme prêt à être mis en service. Le système de propulsion, les armes et les systèmes électroniques, la cuisine et d'autres équipements innombrables nécessaires pour transformer la nouvelle coque en un navire de guerre opérationnel sont installés et testés. Les futurs commandants, officiers et marins qui formeront l'équipage sont formés et se familiarisent de façon intensive avec leur nouveau navire.
Avant la mise en service, le nouveau navire subit des essais en mer afin d'identifier tout problème nécessitant une correction. La durée de préparation entre le baptême-lancement et la mise en service peut atteindre trois ans pour un porte-avions à propulsion nucléaire ou ne durer que vingt jours pour un navire de débarquement de la Seconde Guerre mondiale. L’USS Monitor, navire célèbre de la guerre de Sécession, fut admis au service actif moins de trois semaines après le lancement.

## Mise en service d'un navire

### Essais à la mer
Quel que soit le type de navire, le cheminement d'un navire vers la mise en service dans la marine de son pays commence avec le processus connu sous le nom d'essais en mer. Les essais à la mer ont généralement lieu quelques années après la pose de la quille du navire, et marquent l'étape intermédiaire entre l'achèvement de la construction du navire et son admission officielle au service actif dans la marine de son pays.

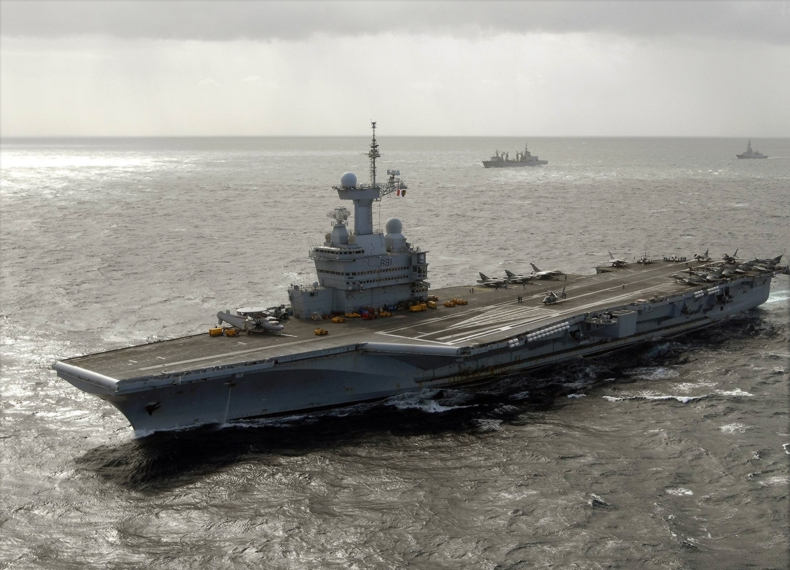
En 1999, le porte-avions français Charles De Gaulle commença sa phase d'essai en mer, qui mit en évidence la nécessité de rallonger le pont pour exploiter les E2C Hawkeye dans toutes les conditions.

Les essais en mer commencent lorsque le navire vogue hors de la cale sèche (ou plus rarement, conduit par un véhicule jusqu’à la mer depuis son hangar de construction, comme ce fut le cas avec l’USS Virginia), au moment où l'équipage initial du navire (généralement un équipage squelette composé de travailleurs du chantier naval et de personnel naval) assumera le commandement du navire en question. Le navire est ensuite emmené dans les eaux littorales dans le but de tester la conception, l'équipement et les autres systèmes spécifiques du navire pour s’assurer qu'ils fonctionnent correctement et pourront mettre en œuvre le matériel qu'ils utiliseront dans les années à venir. Les essais effectués au cours de cette phase peuvent inclure le lancement de missiles depuis les magazines de stockage, le tir des canons du navire (s’il en dispose), des essais de vol basique avec les aéronefs à voilure tournante et/ou fixe qui seront affectés au navire à l'avenir, et de divers essais des équipements électroniques et de la propulsion. Souvent, au cours de cette phase, des problèmes lors des tests apparaissent concernant l'état de l'équipement à bord du navire, ce qui peut entraîner le retour du navire au chantier naval du constructeur pour y remédier.
En plus des problèmes avec l’armement, les systèmes d'arme et l'équipement d'un navire, pendant la phase d'essai en mer un navire subit avant sa mise en service des essais en situation qui peuvent permettre d’identifier des problèmes de conception du navire qui auraient besoin d'être traités avant que le navire soit accepté au service actif dans la marine de son pays. En 1999, au cours de ses essais en mer, des experts français de la Marine déterminèrent que la piste d’envol du porte-avions français Charles de Gaulle était trop courte pour opérer les E2C Hawkeye en toute sécurité, ce qui entraîne son retour au chantier naval du constructeur pour son allongement.
Après qu’un navire ait réussi sa période d'essai en mer, il sera officiellement accepté au service actif dans la marine de son pays. À ce stade, le navire en question fera l'objet d'un processus de démagnétisation, qui réduira considérablement sa signature magnétique.

### Mise en service
Des centaines de personnes assistèrent à la cérémonie de mise en service du porte-avions à propulsion nucléaire USS Ronald Reagan. Nancy Reagan, l'épouse du président qui donna son nom au navire, donna à l'équipage du navire son premier ordre traditionnel comme unité active de la marine américaine: « Armer le bâtiment et amenez le à la vie ». Une fois les essais en mer d'un navire sont terminés avec succès des plans pour la cérémonie de mise en service effective prendra forme. Selon les traditions navales de la nation en question, la cérémonie de mise en service peut être un événement minutieusement planifié avec des invités, l'équipage futur du navire, et d'autres personnes d'intérêt dans la participation ou la nation en question peut renoncer à une cérémonie et à la place administrativement placer le navire en commission.
Au minimum, le jour où le navire doit être mis en service l'équipage fera un rapport sur le service à bord du navire et le commandant lira les ordres donnés au navire et à son équipage. Si la cérémonie est publique, le discours capitaine à l'auditoire, ainsi que ceux d'autres personnalités font partie du protocole de la cérémonie. Les cérémonies religieuses, comme la bénédiction du navire ou le chant d’hymnes traditionnels ou de chansons, peuvent également faire partie de la cérémonie. Quelles que soient les traditions en question, une fois que le navire est officiellement placé dans les mains de l'équipage commence la pratique de garder le quart, qui se poursuivra aussi longtemps que le navire en question reste au service actif de sa nation mère.
Une fois qu'un navire a été admis au service, la dernière étape en vue de devenir une unité active de la marine, est de rejoindre son port d'attache et de charger officiellement tout le matériel restant (comme les munitions).

## Retrait du service actif d'un navire
Le retrait du service actif d’un navire l’acte mettant fin à sa carrière en service dans les forces armées d'une nation. Contrairement aux pertes de navires en temps de guerre, dans lequel un navire est perdu en raison de l'action de l'ennemi, le retrait indique que le navire a atteint la fin de sa durée de vie utile et est retiré des effectifs de la marine d'un pays donné. Selon les traditions navales du pays en question, une cérémonie commémorant le retrait du navire en question peut avoir lieu, ou le navire peut être retiré administrativement avec peu ou pas de cérémonie.

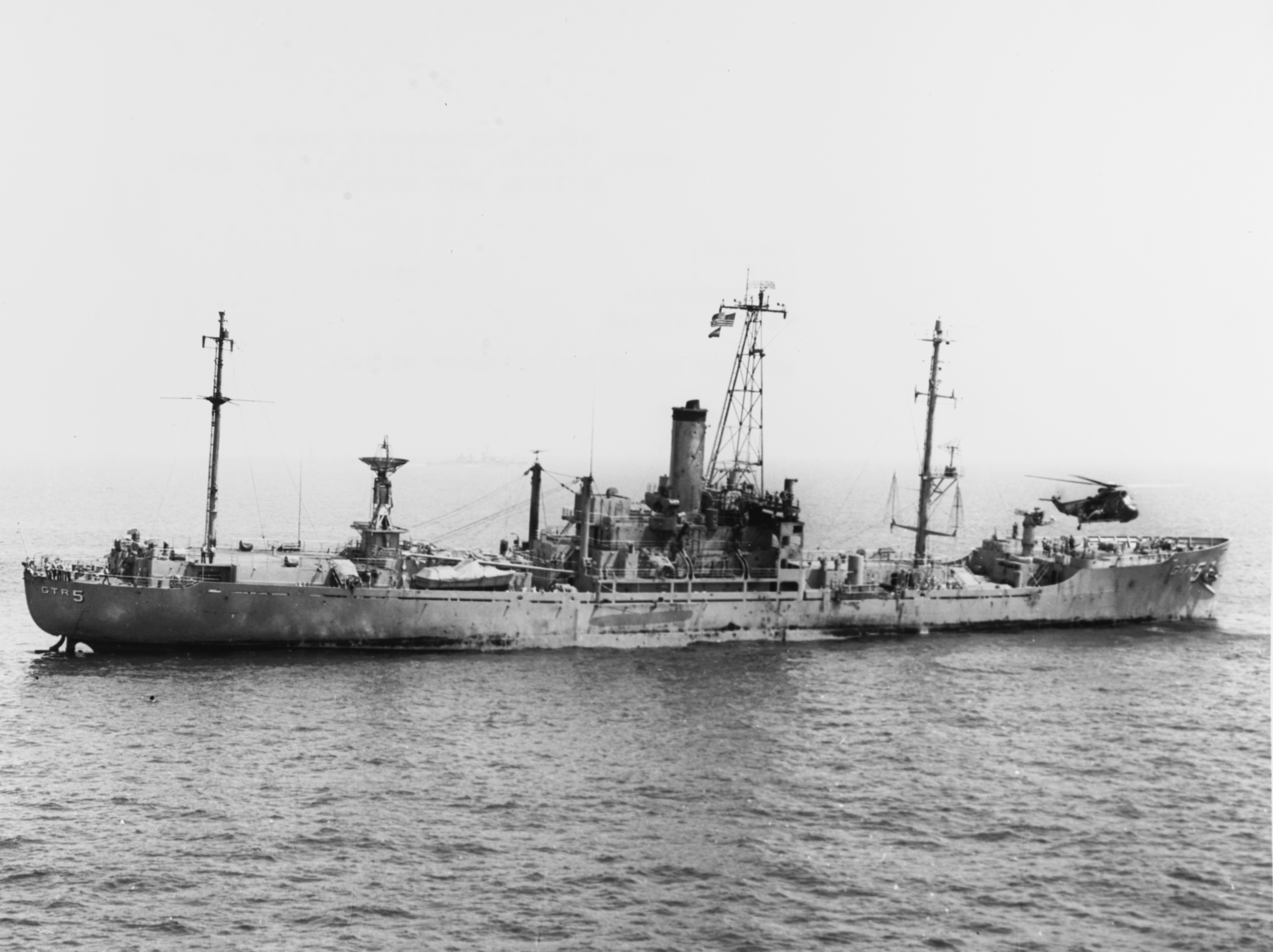
L’ fut attaqué par les Forces de défense israéliennes en 1967. L’attaque l’endommagea au-delà de toute réparation économique.

Le retrait des navires se produit habituellement plusieurs années après que le navire est mis en service. Lorsqu’un navire est devenu trop vieux ou trop obsolète, il peut être retiré du service actif de la force armée du pays. Le retrait d’un navire peut également se produire en raison d'accords internationaux (tels que le traité naval de Washington) ou pour des raisons de sécurité (réacteur nucléaire d'un navire atteignant la fin de leur durée de vie prévue). Dans un nombre limité de cas, un navire peut être retiré du service si le navire en question est jugé endommagé au-delà de toute réparation économique, comme ce fut le cas avec USS Liberty, USS Halibut (SS-232) (en), et plus récemment avec le Costa Concordia. Dans des cas très rares, une marine peu réadmettre ou conserver un navire qui est vieux ou obsolète au sein des forces régulières plutôt que de le retirer en raison de l'importance historique ou de l'opinion publique pour le navire en question, comme cela a été le cas avec les navires USS Constitution et le HMS Victory. Les navires conservés de cette manière ne donnent généralement pas leur nom à d'autres navires plus modernes qui peuvent être en phase de conception, de projet, ou de construction.

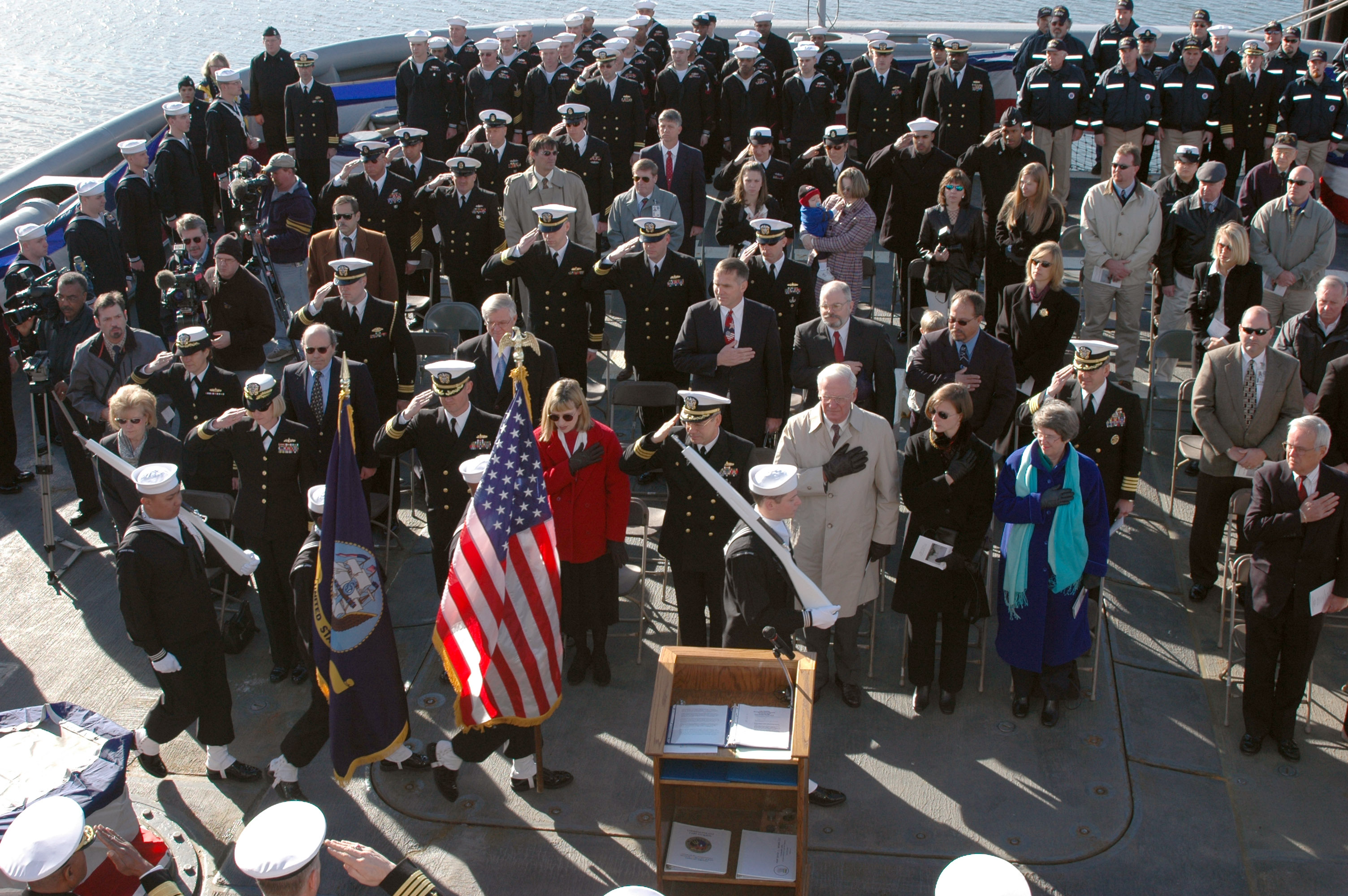
Les membres d'équipage et les invités saluent le drapeau lors de la cérémonie de retrait du service actif du navire de sauvetage USNS Grasp ; il continuera son service par la suite au sein du Military Sealift Command.

Avant son retrait formel, le navire en question commencera le processus de retrait par une étape préliminaire appelée inactivation ou désactivation. Au cours de cette phase, l'équipage du navire décharge, enlève, et démantèle les armes, les munitions, l'électronique, et d'autres équipements du navire qui pourront être réutilisé. Les équipements retirés d'un navire finissent généralement sur un autre navire de la même classe ou ayant des armes et/ou des équipements similaires, ou stockés en attendant une décision sur son sort. Pendant ce temps, l'équipage d'un navire être réduit progressivement par des transferts et réaffectations car le retrait continu d'équipements rend certains membres du personnel (comme les techniciens de missiles ou les canonniers) incapables d'exercer leurs fonctions sur le navire en question. Certains aspects du retrait d'un navire, comme la suppression ou la désactivation des capacités nucléaires d'un navire, peuvent être régis par des traités internationaux ratifiés par le pays en question, qui peuvent entraîner la présence de fonctionnaires étrangers autorisés à inspecter le système d'arme ou une arme en question pour s’assurer de la conformité avec un traité. D'autres aspects du retrait d'un navire, tels que le retraitement du combustible nucléaire d'un bâtiment mettant en œuvre un réacteur nucléaire ou l'élimination des matières dangereuses à partir d'un navire, sont gérées par le gouvernement du pays en question, conformément aux politiques internes du pays sur ces questions. Quand un navire termine sa période d’inactivation, il est alors formellement retiré du service, après quoi le navire est habituellement remorqué vers une installation de stockage.
Outre les avantages économiques du retrait d’un bâtiment lorsque ses coûts d’entretien augmente avec son ancienneté, le déclassement libère le nom utilisé par le navire, qui permet aux navires actuellement en phase de planification ou de construction d'hériter du nom du navire de guerre en question. Souvent, mais pas toujours, les navires qui sont retirés du service actif passent quelques prochaines années dans une flotte de réserve avant que leur destin final soit décidé.

## Pratiques de mise en service et hors service par nation

### Marine américaine
Les mises en service aux débuts de la marine américaine alors à voile ne donnaient lieu à aucune cérémonie. Un officier désigné pour commander le nouveau navire recevait des ordres similaires à ceux donnés au capitaine Thomas Truxtun en 1798 :
« Monsieur, j'ai reçu l’ordre, au nom du président des États-Unis, de vous diriger vers les chantiers navals à pleine vitesse à bord du navire USS Constellation se trouvant à Baltimore. Il est nécessaire qu’aucun temps ne soit perdu pour amener le navire en eau profonde, d’emporter à bord les canons, les munitions, l'eau, les vivres et les provisions de toutes sortes ; et d’achever le travail restant, d’embarquer les marins et les Marines, et de le préparer pour la mer... Les ordres express du Président, sont que vous mettiez en œuvre les efforts les plus vigoureux, pour accomplir ces préparatifs et de mettre votre bateau aussi rapidement que possible en situation de naviguer à courte échéance. »
À l’époque de Truxtun, le futur commandant avait la responsabilité de superviser les détails de construction, l'équipement du navire et le recrutement de son équipage. Quand un capitaine estimait que son nouveau navire était prêt à prendre la mer, il rassemblait l'équipage sur le pont, lisait ses ordres, brisait l’insigne national et le fanion de la mise en service, et lançait le premier quart et la première inscription sur le livre de bord était faite. Ainsi, le navire était mis en service.
Les mises en service n’étaient pas des affaires publiques, et à la différence des cérémonies de baptême et de lancement, n’étaient pas enregistrées par les journaux. La première référence spécifique à une mise en service dans les dossiers de la marine est une lettre du 6 novembre 1863, du secrétaire de la Marine Gideon Welles destinée à tous les chantiers navals de la marine. Le secrétaire statua : « à l’avenir les commandants des chantiers navals et les ports informeront le Département, par rapport spécial à leurs commandements respectifs, de la date à laquelle chaque navire se préparant pour le service en mer, est placé au service actif ».
Par la suite, diverses éditions de la réglementation de la marine mentionnèrent le fait de mettre un navire au service actif, mais les détails de la cérémonie de mise en service n’étaient pas prescrits. Par coutume et l'usage, cependant, une pratique assez standard émergea, qui constitue l'essentiel de ce qui est décrit dans les règlements actuels de la Marine. Les équipements affectés aux districts et aux bases terrestres comme les moyens à usage local, tels que les remorqueurs portuaires et docks secs flottants, n’étaient généralement pas mis en service, mais recevaient plutôt un statut "en service". Ils arboraient le pavillon national, mais pas un fanion de mise en service.
À l’époque moderne, les officiers et les membres d'équipage d'un nouveau navire de guerre sont rassemblés sur la dunette ou à un autre endroit approprié. Le transfert formel du navire à l'officier commandant est effectué par le chef des opérations navales ou son représentant. L'hymne national est joué, les officiers chargés du transfert lissent la directive de mise en service, l'enseigne est hissé et le fanion de mise en service détruit. L'officier commandement lit ses ordres, assume désormais le commandement, et l’horloge de bord est pour la première fois réglée. Ensuite, le parrain est traditionnellement invité à donner le premier ordre: « Man our ship and bring her to life! » (en substance, « faites monter l’équipage et prendre vie au navire »), après quoi l'équipage affecté au navire monte à bord et prend possession du navire.
Au cours des dernières années, les mises en service sont devenues des événements plus publics. Le plus souvent assisté par une équipe de mise en service de soutien, le futur commandant et l'équipage du navire, les cadres de constructeur naval, et de hauts représentants de la Marine se réunissent pour une cérémonie officielle pour admettre le navire au service actif de son pays. Les clients, y compris le parrain du navire, sont fréquemment invités à assister, et une personne de premier plan fait un discours de mise en service. Le 3 mai 1975, plus de vingt mille personnes assistèrent à la mise en service de l'USS Nimitz à Norfolk, en Virginie. La marraine du porte-avions, la fille de l'amiral Chester Nimitz, fut présentée, et le président américain Gerald Ford fut le principal orateur.
Quel que soit le type de navire, la brève mais impressionnante cérémonie de mise en service achève le cycle de baptême et de lancement pour placer le navire au statut de navire de guerre au service de sa nation.